# Saison 1 de Jessica King
Chronologie
Saison 2
Cet article présente les huit épisodes de la première saison de la série télévisée canadienne Jessica King.

## Distribution

### Acteurs principaux
- Amy Price-Francis (VF : Stéphanie Lafforgue) : Jessica King
- Gabriel Hogan (VF : Stéphane Pouplard) : Danny Sless
- Alan Van Sprang (VF : Tony Joudrier) : Derek Spears
- Tony Nardi (VF : Stefan Godin) : Peter Graci

### Acteurs secondaires
- Suzanne Coy (VF : Agnès Cirasse) : Detective Eleni Demaris
- Zoe Doyle (VF : Valérie Nosrée) : Detective MK Gordon
- Aaron Poole (en) (VF : Xavier Béja) : Detective Jason Collier

## Épisodes

### Épisode 1:Embrasser le Diable
- Canada : 17 avril 2011
- France : 6 mai 2012 sur M6

- Tony Nardi : Paul Graci
- Zoie Palmer : Angela Gilbert
- Joel Keller : Kevin
- Jesse Bond : Roy Gilbert

### Épisode 2:Petits arrangements avec la loi
- Canada : 24 avril 2011
- France : 6 mai 2012 sur M6

- Andrew Jackson : T-Bone
- Conrad Pla (en) : Lucio Barrata
- Shane Daly : Sgt. Dwyer
- Nigel Shawn Williams : Ernie
- Michael Mando : Estaban Demarco
- Gergana Zabunova : Melony

### Épisode 3:Dans la Toile
- Canada : 1er mai 2011
- France : 6 mai 2012 sur M6

- Christine Horne : Amanda Jacobs
- Michael Cram : Austin Kiel
- Gray Powell : Sherman
- Tracey Ferencz : Détective Jenny Hicks

### Épisode 4:Tous Pour Une
- Canada : 8 mai 2011
- France : 13 mai 2012 sur M6

- Kent Staines : Zenobia James
- Jasmine Richards : Dawn
- Tony Nappo (en) : Ray Arnold
- Noah Danby : Dade
- Daniel Enright : Melvin Shanks

### Épisode 5:Le Prédateur
- Canada : 15 mai 2011
- France : 13 mai 2012 sur M6

- Dylan Roberts : Seymour Keagan
- Jane Spidell : Cora Keagan
- Booth Savage : Justin
- Jasmine Richards : Dawn
- Allie MacDonald : Barbara Tamsin

### Épisode 6:Jalousie
- Canada : 22 mai 2011
- France : 13 mai 2012 sur M6

- Ari Cohen : Jim Lowell
- Michael Ball : Dr Robert Taaffe
- Dalal Badr : Anusheh Khan
- Fiona Byrne : Dr Annette Hall
- Ted Atherton : Dr John Telsun
- Barbara Gordon : Sandra Holloway

### Épisode 7:La Loi du silence
- Canada : 29 mai 2011
- France : 20 mai 2012 sur M6

- Ari Cohen : Jim Lowell
- Angela Vint : Laura Lowell
- Julie Stewart : Vicky Nolan
- Stephen Bogaert : Michael Gantz
- Dwain Murphy : Big Mike
- Janet Bailey : Eloise Meeks
- Peyson Rock : Andre Bell
- Jahnile Brown : Cameron Bell

### Épisode 8:Le Bon Choix
- Canada : 5 juin 2011
- France : 20 mai 2012 sur M6

- Jonas Chernick : Trevor Winter
- Aaron Berg : Robert Carlson
- Lubomir Mykytiuk : Adam
- Sadie LeBlanc : Lisa McGregor
- Katie Frances Cohen : Scout Winter
- James Preston Rogers : Frank Hundwell
- Trey Edelstein : Connor Winter